# Sos Hajrapetjan

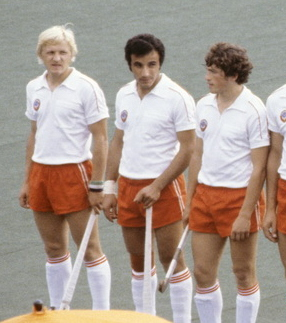
Sos Hajrapetjan (Mitte) 1980

Sos Denikowitsch Hajrapetjan oder Sos Airapetian (armenisch Սոս Հայրապէտյան, * 12. September 1959 in Hrasdan) ist ein ehemaliger sowjetischer Hockeyspieler. Er gewann 1980 mit der sowjetischen Nationalmannschaft die olympische Silbermedaille, 1983 war er Europameisterschaftszweiter.

## Karriere
Am Herrenwettbewerb bei den Olympischen Spielen 1980 in Moskau nahmen wegen des Olympiaboykotts nur sechs Mannschaften teil, die in der Vorrunde gegen jede andere Mannschaft antraten. Die Spanier belegten in der Vorrunde mit vier Siegen und einem Unentschieden den ersten Platz und traten im Kampf um die Goldmedaille gegen die in der Vorrunde zweitplatzierte indische Mannschaft an, die Inder gewannen das Finale. Im Spiel um den dritten Platz traf die Auswahl der Sowjetunion auf die polnische Mannschaft und gewann mit 2:1. Bei der Europameisterschaft 1983 in Amsterdam belegten die Niederländer und die sowjetische Mannschaft die ersten beiden Plätze in ihrer Vorrundengruppe, im direkten Duell trennten sich die beiden Mannschaften mit 2:2. Nachdem die sowjetische Mannschaft die Spanier im Halbfinale mit 4:2 geschlagen hatten, traf sie im Finale erneut auf die Niederländer. Das Spiel endete nach Verlängerung mit 4:4, im Siebenmeterschießen gewannen die Niederländer mit 8:6.
Bei Hajrapetjans zweiter Olympiateilnahme 1988 in Seoul belegte die sowjetische Mannschaft in der Vorrunde den vierten Platz und erreichte in den Platzierungsspielen Rang 7. 1990 belegte die sowjetische Nationalmannschaft den sechsten Platz bei der Weltmeisterschaft in Lahore. 1992 trat nicht mehr die Sowjetunion, sondern das Vereinte Team der Gemeinschaft Unabhängiger Staaten bei den Olympischen Spielen in Barcelona an, im Hockey belegte die Auswahl den zehnten Rang.
Auf Vereinsebene spielte Hajrapetjan zunächst bei Swerdlowsk, danach bei Alma Ata und in Hrasdan. Von 1992 bis 2004 war er als Sos Airapetian Abwehrchef des Uhlenhorster HC in Hamburg. Sein Sohn Levon Hayrapetyan ist armenischer Fußballnationalspieler.